# Grips-Theater

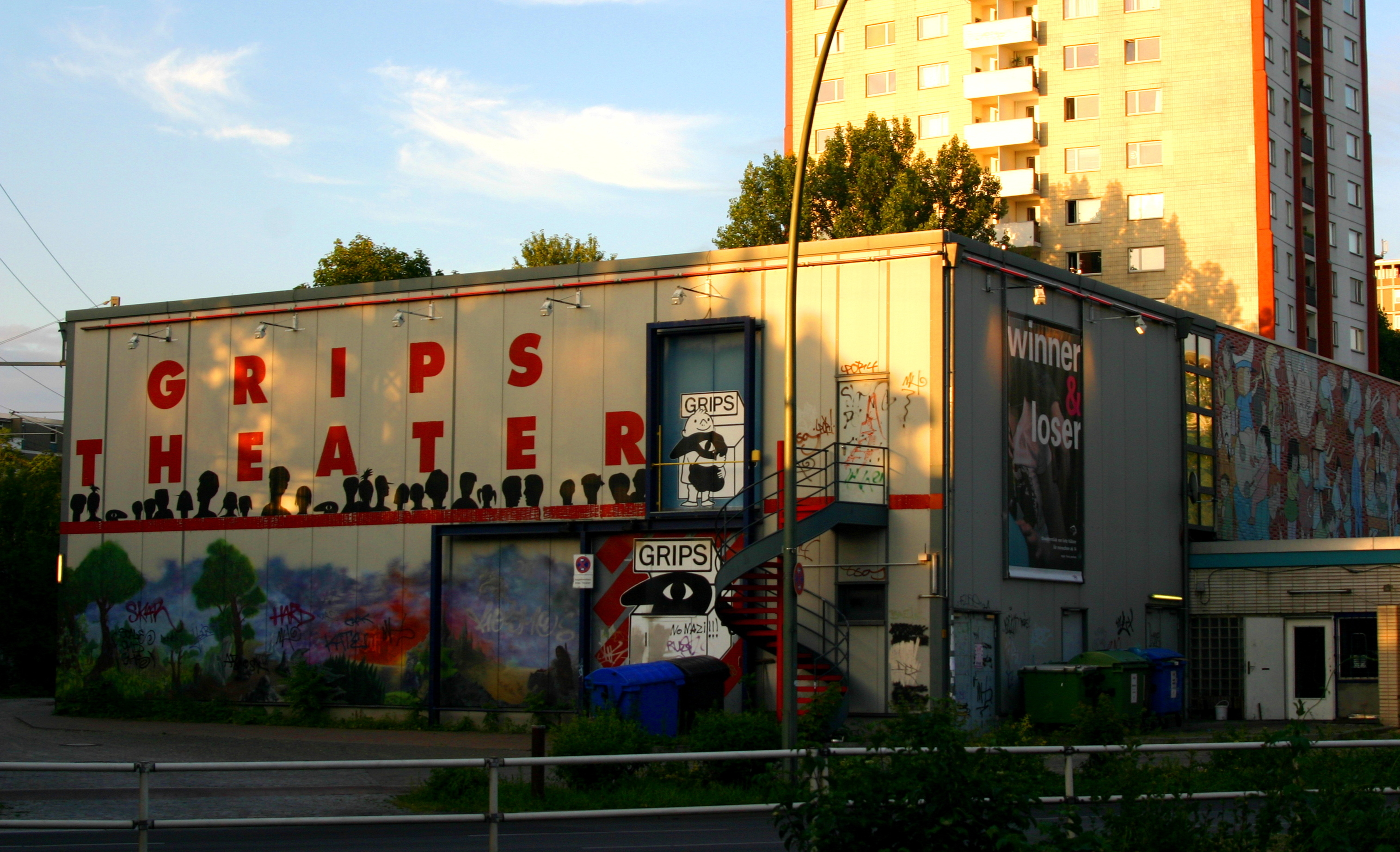
Das Grips-Theater am U-Bahnhof Hansaplatz

Das Grips-Theater (Eigenschreibweise: GRIPS Theater) ist ein Kinder- und Jugendtheater in der Altonaer Straße am U-Bahnhof Hansaplatz im Berliner Hansaviertel des Bezirks Mitte, das es seit 1969 gibt.

## Geschichte

### Entstehung
Im Jahr 1966 entstand in Berlin das Theater für Kinder im Reichskabarett. Das Reichskabarett war damals eine bekannte und erfolgreiche links gerichtete Kabarettgruppe. Der Mitbegründer und einer der Autoren der Reichskabarett-Gruppe war Volker Ludwig. Im Sommer 1966 begann man damit, an den Wochenenden Theater für Kinder aufzuführen. Zum Auftakt wurde das kabarettistisch bearbeitete Märchen Der Teufel mit den drei goldenen Haaren gegeben.
Nach und nach entwickelte man weitere für Kinder aufbereitete Stücke, und immer mehr Aufführungen für Kinder fanden statt. Die Idee war, nicht nur Märchen auf die Bühne zu bringen, was in dieser Zeit das Standard-Theater für Kinder war. Es sollten vielmehr phantasievolle, eigens für Kinder geschriebene Stücke aufgeführt werden, die im Bühnengeschehen einen direkten Bezug zur jeweils aktuellen Welt der Kinder aufweisen. Märchenstücke boten diese Aktualität nur wenig bis gar nicht an. 
Im Jahr 1969 einigte man sich darauf, als Kinder-Theater gesellschaftskritischer zu werden. Das erste sozialkritische Kinderstück des Ur-Grips-Theaters war Stokkerlok und Millipilli von Volker Ludwig und Rainer Hachfeld, Premiere am 17. Mai 1969. Trotz negativer Pressekritiken setzte das Stück sich durch und erhielt noch im selben Jahr den Brüder-Grimm-Preis des Landes Berlin. Zur zweiten Premiere, »Maximilian Pfeiferling« im November 1969, wurden nur Schulklassen eingeladen, Kritiker und Experten wurden ganz nach hinten gesetzt. Das dritte Werk Mugnog-Kinder, Premiere im Mai 1970, war international erfolgreich, laut Volker Ludwig war es „das anarchischste Stück des Grips Theaters“.
Das damals noch recht neue Konzept des „modernen Kindertheaters mit sozialkritischem Hintergrund“ wurde nicht von allen positiv aufgefasst. In den Anfängen musste sich das Theater großer Kritik stellen. So wurde oft darauf verwiesen, dass die Kinder in den Stücken des Reichskabarett-Theaters für Kinder frech und respektlos gegenüber Erwachsenen waren. Dies galt zum Teil auch für den kabarettistisch bearbeiteten Struwwelpeter. Doch die Emanzipation der Kinder und auch das Hinweisen auf ihre Rechte war konzeptionell so beabsichtigt. Besonders im konservativen Lager stieß dies nicht immer auf Gegenliebe. 
Das Ensemble des Kindertheaters befragte oft sein Publikum (also die Kinder und Jugendlichen), um herauszufinden, was sie momentan beschäftigt. Die Rolle der Geschlechter (beispielsweise die typische Berufswahl der Mädchen: Hausfrau) in der Gesellschaft war ein großer Themenbereich. Dies griff die Truppe in den 1970er Jahren verstärkt auf. So entstanden Stücke, die sich stark mit den Problemen der Geschlechterrollen beschäftigten.

### Abspaltungen
Einige Schauspieler des Kindertheaters spalteten sich 1971 ab. Sie wollten ein Aufklärungsstück für Kinder erarbeiten. Die erste Aufführung wurde zum öffentlichen Eklat. Die Schauspieler nannten sexuelle Tabu-Wörter und versuchten, einen recht hemmungslosen Umgang mit Sexualität aufzuzeigen. Die Truppe machte sich selbstständig. So entstand das Berliner Kindertheater „Rote Grütze“ und ihr Theaterstück Darüber spricht man nicht und vor 30 Jahren das Erfolgsstück zur Aufklärung Jugendlicher Was heißt hier Liebe? Die Geschichte von Paul und Paula.

### Der Name GRIPS
Das Kindertheater zog 1972 in das Forum-Theater am Kurfürstendamm um. Da man nun nicht mehr in den Räumen des Reichskabaretts spielte, stand auch eine Namensänderung an. Ende Mai 1972 entschied man sich für den Namen GRIPS, der Spaß am Denken symbolisieren sollte. Der Grafiker Jürgen Spohn schuf das Logo dazu: ein schwarzes Gesicht mit dicker Nase, das aus einem Karton hervorlugt, auf dem das Wort GRIPS steht.

### Umzug in das Hansaviertel
Ein weiterer Umzug stand 1974 an. Man zog an den Hansaplatz, das Zentrum des südlichen Hansaviertels, einer Mustersiedlung der Nachkriegsmoderne. Das Gebäude war 1957 nach Plänen von Ernst Zinsser und Hansrudi Plarre im Rahmen der Internationalen Bauausstellung „Interbau“ errichtet worden; vor dem Kindertheater beherbergte es das Kino „Bellevue“. Am 30. September 1974 wurde das neue Haus eröffnet.
Die Räumlichkeiten wurden nach eigenen Vorstellungen umgebaut. Die Bühne wurde von den Zuschauerbänken umrahmt; es entstand eine Art Arena. Die Schauspieler waren somit mitten unter den Zuschauern. Es ist noch heute möglich, die Zuschauer an allen vier Seiten der Bühne zu platzieren; jedoch wird normalerweise eine Seite für die Hintergrundkulisse genutzt und die Zuschauer sind an drei Seiten platziert. Die Bühne ist nicht erhöht. Die Schauspieler und die Zuschauer in der ersten Reihe befinden sich somit auf einer Ebene. Das Haus kann um die 360–400 Zuschauer aufnehmen. Den Eingang schmückt ein Mosaik mit einer Karikatur von Rainer Hachfeld.
Da das Gebäude räumlich mit dem U-Bahnhof Hansaplatz verbunden ist, haben die Besucher die Möglichkeit, das Theater mit öffentlichen Verkehrsmitteln aufzusuchen.

### Erste Theaterstücke für Jugendliche
Man hatte sich in der Vergangenheit eher auf Stücke für Kinder konzentriert. Doch auch die Probleme der Jugendlichen sollten Teil des Konzeptes werden. So entstand im Jahr 1975 das erste Theaterstück für Jugendliche mit dem Namen Das hältste ja im Kopf nicht aus.

### Konflikte
Mit diesem Stück begann eine öffentliche politische Diskussion über das Grips-Theater. So sprach die damalige Berliner CDU (seinerzeit in der Opposition) über das Grips-Theater als kommunistischen Kinderverderber. Auch in den Zeitungen des Springer-Verlages wurde das Theater damals stark angegriffen. Durch diese öffentlichen Diskussionen gab es einen interessanten Nebeneffekt für das Grips-Theater – es war in aller Munde. Das Grips-Theater wurde sehr bekannt. Das Publikum bescherte dem Haus fast allabendlich ausverkaufte Vorführungen.
Das Thema Hausbesetzer wurde 1981 im Jugendstück: Alles Plastik angeschnitten. Doch schon das reine Anschneiden dieses Themas reichte, um die Wogen der öffentlichen Diskussion (besonders im konservativen Lager) wieder aufsteigen zu lassen.

### Stücke für Erwachsene
Im Jahr 1980 gab es dann ein Stück für Erwachsene: Eine linke Geschichte ist ein kabarettistisch angelegtes Stück, in dem die Geschichte von drei Studenten nachgezeichnet wird, die von der Studentenbewegung und dem „Deutschen Herbst“ geprägt wurde. Entsprechend der zeitgeschichtlichen Entwicklung wurde das Stück kontinuierlich fortgeschrieben und thematisierte so auch nachfolgende Ereignisse wie beispielsweise die deutsche Wiedervereinigung. Seit Herbst 2007 steht allerdings wieder die Urfassung von 1980 auf dem Spielplan.

## Linie 1

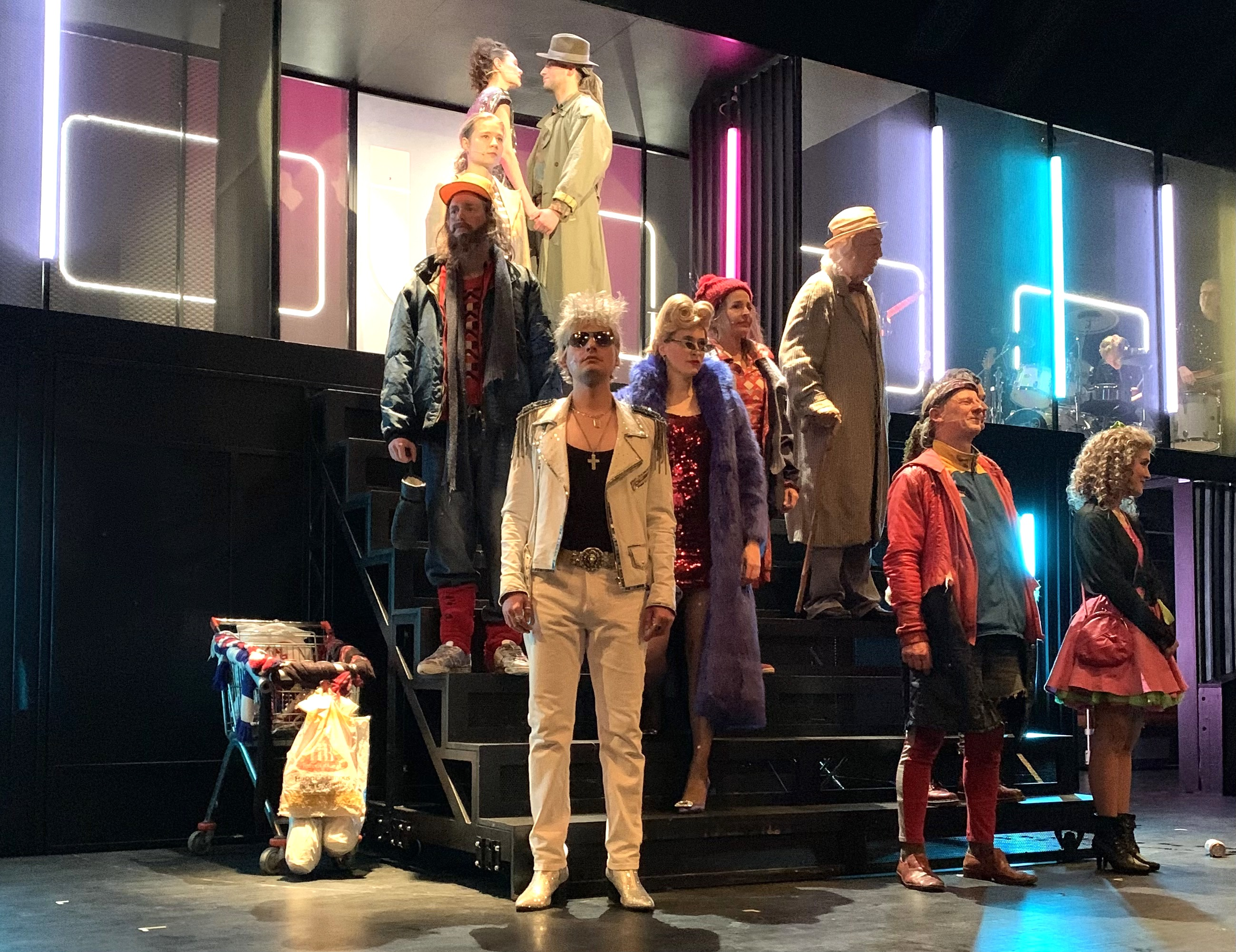
Die 2007. Vorstellung der Linie 1 im Jahr 2024

Volker Ludwig schrieb 1985 die musikalische Revue Linie 1. Die Musik schrieben sein langjähriger Freund und der musikalische Kopf des Grips-Theaters, Birger Heymann, sowie die Band No Ticket (Kranz, Keller, Kottman, Brandt, Wester, Witting). Die Premiere fand am 30. April 1986 statt. Es wurde der größte Erfolg des Grips-Theaters.
Das Stück handelt von einer jungen Frau, die in Berlin ihren Freund sucht. Dabei fährt sie mit der Linie U1 der Berliner U-Bahn und trifft dort auf die verschiedensten Charaktere. Dies wird noch dadurch verschärft, dass die U1 damals den Spitznamen Orient Express trug, da sie am U-Bahnhof Schlesisches Tor endet, der mitten im damals noch von türkischen Einwanderern dominierten Ortsteil Kreuzberg liegt. Somit enthält Linie 1 – wie üblich für Grips-Stücke – auch sozialkritische Elemente. Allgemein stellt es aber ein amüsantes Porträt der Berliner Gesellschaft zur Mauerzeit dar.
Der Erfolg des Stückes hatte auch Schattenseiten: Wegen der technisch relativ aufwendigen und teuren Show konnte man mit dem Reinerlös der Kartenverkäufe die Kosten nicht mehr decken. Nachdem Volker Ludwig in einer Talkshow erwähnte, dass das Haus schließen müsse, wenn von politischer Seite keine Unterstützung käme, erhöhten die Behörden die Grundsubvention.
Das Stück wurde anfangs von allen großen Bühnen Deutschlands unbeachtet gelassen. Erst als das Staatstheater Stuttgart das Stück erfolgreich aufführte, zogen andere Bühnen nach. Bundesweit bekannt wurde Linie 1 dadurch, dass mehrere Lieder in der ARD-Satire-Sendung Scheibenwischer aufgeführt wurden. Später wurde es auch sehr erfolgreich in anderen Ländern aufgeführt. Bekannte Lieder aus der Produktion wurden u. a. die Wilmersdorfer Witwen und Marias Lied.
Linie 1 war das meistgespielte deutsche Theaterstück seiner Zeit. Nach der Dreigroschenoper von Bertolt Brecht ist es das erfolgreichste deutsche Musical. Volker Ludwig erhielt als Autor 1987 den Mülheimer Dramatikerpreis, die bedeutendste Auszeichnung für deutschsprachige Autoren.

## Grips-Theater heute

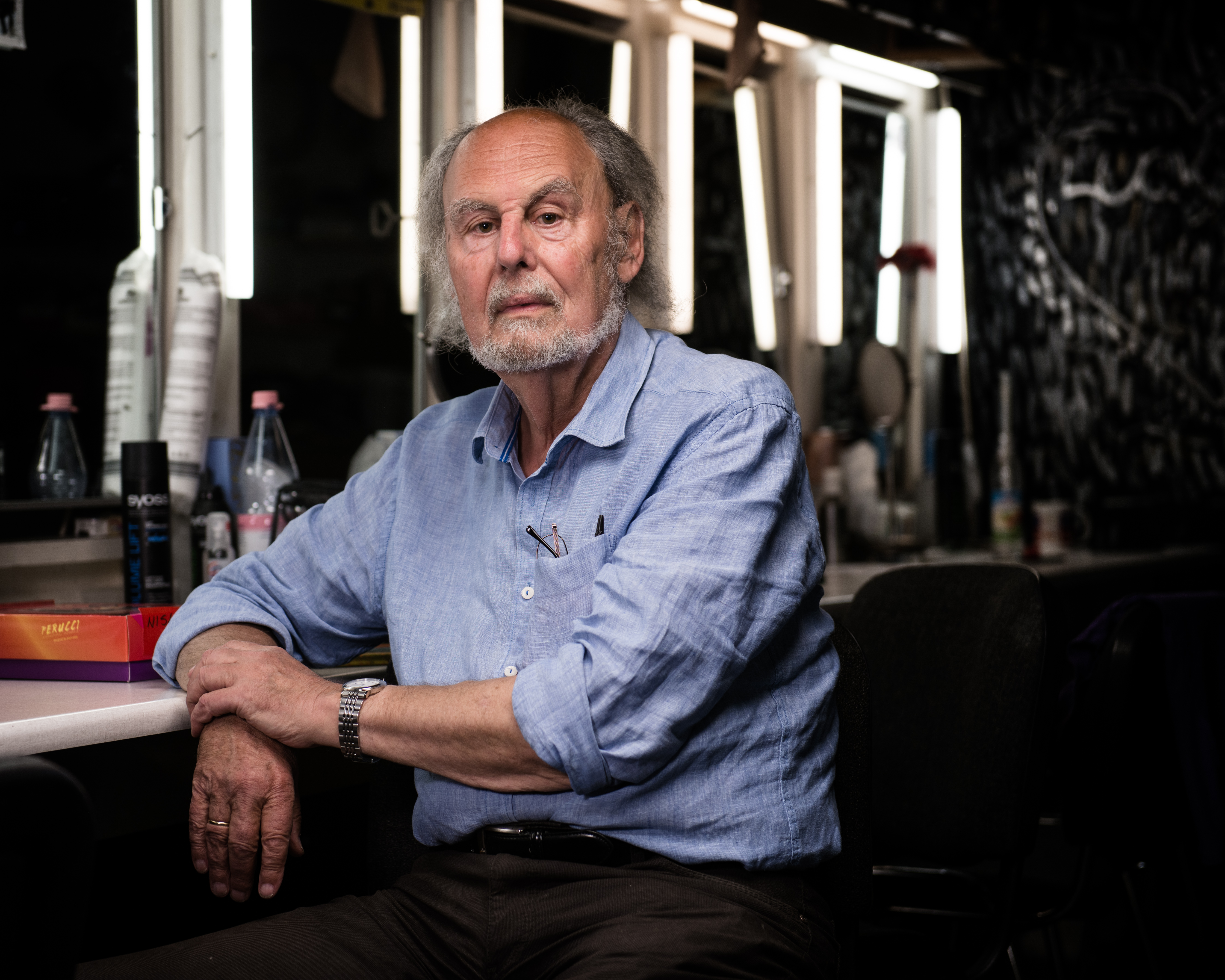
Volker Ludwig in der Garderobe des Grips-Theaters

Neben dem großen Theater in der Altonaer Straße besitzt das Haus seit 1992 noch eine sogenannte ‚Studio- und Probenbühne‘. Bis 2009 wurden kleinere Inszenierungen noch in der Werkstatt des Schillertheaters an der Bismarckstraße aufgeführt, doch seit 2009 befindet sich die zweite Spielstätte als „GRIPS Podewil“ im Palais Podewils in der Klosterstraße. Pro Jahr veröffentlicht das Grips-Theater meist vier neue Stücke. Es gibt rund 300 Vorstellungen im Jahr.
Nach dem Ausscheiden Volker Ludwigs aus der künstlerischen Leitung ab der Saison 2011/12 ernannte er Stefan Fischer-Fels zu seinem Nachfolger, der zuvor am Jungen Schauspiel Düsseldorf / Düsseldorfer Schauspielhaus gearbeitet hatte. 2015 einigten sich Ludwig und Fischer-Fels auf eine vorzeitige Beendigung des Vertrags. Fischer-Fels wechselte zurück ans Düsseldorfer Schauspielhaus. Ludwig berief ab der Saison 2016/17 den hausinternen Theaterpädagogen Philipp Harpain als den neuen künstlerischen Leiter des Kindertheaters.
Gegen Ende der Spielsaison 2017 und an seinem 80. Geburtstag zog sich Ludwig auch aus der Geschäftsführung zurück. Die organisatorische Verantwortung für das Grips-Theater wurde Philipp Harpain übertragen. Der Theaterkritiker Rüdiger Schaper würdigte Ludwig zum Abschied mit den Worten: „Berlin hat einiges an Welttheater hervorgebracht. Volker Ludwig und das Grips gehören dazu. […] Ein Wunder. Was für ein Glück, das miterlebt zu haben.“
Aus Anlass des 50-jährigen Grips-Jubiläums inszeniert der Regisseur Vassilis Koukalani, der seit 2011 Grips-Stücke nach Athen trägt, das Stück Die Lücke im Bauzaun. Es ist eine Neufassung von Volker Ludwigs Balle, Malle, Hupe und Artur.

## Ensemble

### Schauspieler
Das Grips-Theater hat auch bekannte Fernsehdarsteller hervorgebracht. So waren beispielsweise Dieter Landuris, Petra Zieser, Heinz Hoenig und Axel Prahl Schauspieler im Ensemble des Grips-Theaters. Auch Dietrich Lehmann, Julia Blankenburg, Nadine Warmuth und Mathias Schlung gehörten zum Ensemble des Grips-Theaters.

### Musiker
Axel Kottmann, George Kranz und Matthias Witting, die zwischen 1978 und 1986 zum Ensemble stießen, bildeten von 1980 bis 1983 die Band Zeitgeist. Kranz ist darüber hinaus als Solomusiker erfolgreich. Weiterhin sind in der festen Grips-Band seit 1986, dem Start von Linie 1, Thomas Keller am Saxophon und Michael Brandt an der Gitarre zu hören. Diese Musiker haben die Musik von Linie 1 mitkomponiert und arrangiert.

## Auszeichnungen
Das Grips-Theater erhielt 2012 den Monica-Bleibtreu-Preis (Publikumspreis) für das Stück Frau Müller muss weg bei den 1. Privattheatertagen in Hamburg.

## Filme
- Theaterlandschaften: GRIPS Theater Berlin. Dokumentarfilm, Deutschland, 2008, 30 min, Buch und Regie: Jobst Knigge, Moderation: Esther Schweins, Produktion: ZDFtheaterkanal, 3sat, ZDFdokukanal, Reihe: Theaterlandschaften, Erstsendung: 28. Dezember 2008 bei 3sat, Inhaltsangabe von broadview.tv.
- abgeschminkt: Volker Ludwig. Fernseh-Porträt, Deutschland, 2008, 20 min, Buch und Regie: Johanna Schickentanz, Produktion: ZDFtheaterkanal, Reihe: abgeschminkt, Erstsendung: 5. Dezember 2008 bei ZDFtheaterkanal, Inhaltsangabe von fernsehserien.de.